# Gobius strictus
Gobius strictus es una especie de peces de la familia de los Gobiidae en el orden de los Perciformes.

## Morfología
Los machos pueden llegar a alcanzar los 6,5 cm de longitud total.

## Distribución geográfica
Se encuentra en Mallorca, Melilla,  Marruecos y Korcula (Croacia).

## Observaciones
Es inofensivo para los humanos. 